# Arthur-Burkhardt-Preis
Der Arthur-Burkhardt-Preis ist ein deutscher Wissenschaftspreis, der auf eine Stiftung des Ingenieurs und Managers Arthur Burkhardt zurückgeht.
Der Arthur-Burkhardt-Preis wird seit 1984 vergeben und ist (Stand 2022) mit 10.000 Euro dotiert. Es werden Persönlichkeiten ausgezeichnet, die sich durch interdisziplinäre Arbeiten im Spannungsfeld zwischen Sozialwissenschaften einerseits und den Natur- und Technikwissenschaften andererseits verdient gemacht haben.

## Preisträger
- 1984 Hans Albert
- 1985 Institut für Sozialwissenschaften, Universität Mannheim
- 1986 Richard Löwenthal
- 1987 Günter Petzow
- 1988 René König
- 1989 Hubert Markl
- 1990 Hermann Flohn
- 1991 Renate Mayntz
- 1992 Jürgen Mittelstraß
- 1993 Hermann Haken
- 1994 Ernst-Ludwig Winnacker
- 1995 Hans-Jörg Bullinger
- 1996 Jürgen Hauschildt
- 1997 Hans Mohr
- 1998 Franz E. Weinert
- 1999 Dagmar Schipanski
- 2000 Richard M. Buxbaum
- 2001 Harald zur Hausen
- 2002 Helga Nowotny
- 2003 Günter Stock
- 2004 Jürgen Baumert
- 2005 Joachim Milberg
- 2006 Renate Köcher
- 2007 Joachim Treusch
- 2008 Jörg Hinrich Hacker
- 2009 Richard Schröder
- 2010 Andreas Büchting
- 2011 Bettina Schöne-Seifert
- 2012 Udo Di Fabio
- 2013 Bärbel Friedrich
- 2014 Klaus Töpfer
- 2015 Patrick Cramer
- 2016 Manfred Prenzel
- 2017 Michael Hallek
- 2019 Angelika Nußberger
- 2020 Wolfgang M. Heckl[1]
- 2021 Ottmar Edenhofer[1]
- 2022 Viola Priesemann[2]
- 2023 Veronika Grimm[3]